# Cantón Guano
Guano es un cantón de la provincia de Chimborazo en la República del Ecuador. Tiene una superficie de 473 km², y su rango de altitud va desde los 2000 hasta los 6310 m s. n. m., en el nevado Chimborazo. La cabecera cantonal está situada a diez minutos de Riobamba, en auto.
Es un importante centro artesanal de tejidos de lana. Su especialidad es la elaboración de alfombras. Se encuentra al norte de la provincia, por lo que limita con Tungurahua al norte, al Sur y al oeste limita con el Cantón Riobamba y una pequeña parte de la provincia de Bolívar, y el Este con el río Chambo.
De acuerdo con el Sistema Integrado de Indicadores Sociales del Ecuador, SIISE, la pobreza por necesidades básicas insatisfechas, alcanza el 83,44% de la población total del cantón, y la extrema pobreza alcanza el 49,96%.
Tiene una extensión 473.3 km² cuadrados, corresponde al 7% de territorio provincial.
La temperatura promedio es de 17 °C. Existe diversidad de pisos climáticos, desde el valle hasta la nevada montaña más alta. Por lo mismo, hay vegetación de toda clase, incluyendo la propia de los páramos

## Prehistoria
El territorio entre Guano y Chimbunga fue poblado por pueblos originarios conocidos como Puruháes durante la época preincaica. Estos territorios fueron anexados al Imperio Incaico durante su expansión a finales del siglo XV.   
La Mitología Andina sostiene que todo este valle, “…fue alguna vez un gran lago en el que había grandes peces y que en él estuvo el edén bíblico, que las vírgenes solían sacrificarse en el Elenpata…”. Conquistados por los Incas, fueron parte del Tahuantinsuyo; y en la Colonia fue uno de los principales centros de Obraje y mortandad aborigen, porque como dice la tradición, del Obraje del Elen “quienes entraban allí no volvían a salir”.
Cultura Puruhá: nombre de la cultura o nación indígena anteriormente a la conquista de los Incas. Su ubicación geográfica estuvo en el centro del país (provincias de Tungurahua, Chimborazo, Bolívar). Uno de sus centros importantes fue la zona de Guano por su posición geográfica estratégica.
Cultura Tuncahuán: uno de los períodos de la cultura Puruhá, de acuerdo con las investigaciones de Jacinto Jijón y Caamaño se halla en la zona de Guano. Corresponde al período que Jijón bautizó con ese nombre y que comprendería una larga época, entre 0 y 750 de la era cristiana. Este periodo tiene siete siglos y medio de duración; es una de las más antiguas civilizaciones del callejón interandino.
San Sebastián: corresponde a un período de un siglo de la cultura Puruhá, entre los años 750 y 850 después de Cristo. De esta época data el establecimiento de los primeros Puruháes en la provincia de Chimborazo. Sus viviendas eran de paredes revestidas de piedra o de cancagua con patios revestidas con piedrecitas techos de paja que desaguaba hacia los patios internos el tipo de vivienda era colectiva se dedicaban a la agricultura, (especialmente a la producción de maíz), al pastoreo y a la domesticación de llamas trabajaban con metales y labraban piedras pero no utilizaban armas.
Elempata: junto con los sitios de Santus y Chilliachis, corresponde a un largo período de desarrollo de la cultura Puruhá, entre los años 850-1350 después de Cristo. Época en que la cultura Puruhá llegó a su apogeo.
Etimológicamente Elenpata proviene de dos palabras: Elén = Nombre de Río, se designa también a una hierba muy abundante; Pata = Margen u orilla.
Huavalac: corresponde a un período de un siglo de la cultura Puruhá, entre los años 1350 y 1450 después de Cristo. Corresponde a la zona de Chingazo. Período de decadencia de la cultura Puruhá por la pobreza de la ornamentación y la de generación de los estilos anteriores.

## Historia
Se cree que la fecha de fundación de este emplazamiento hubiObispo Fray Pedro de la Peña, quien se ampara en la Ordenanza de Felipe II del 15 de junio de 1572, determina la organización de los pueblos.
De acuerdo al decreto de la Gran Colombia sobre la división territorial, el 25 de junio de 1824, Guano fue declarado por primera vez como cantón de la provincia de Chimborazo junto a Riobamba, Ambato, Guaranda, Alausí y Macas, pero este decreto no llegó a ejecutarse. El decreto definitivo en el cual se eleva a la categoría de Cantón a Guano se da el 17 de diciembre de 1845 en la Convención Nacional realizada en Cuenca bajo la presidencia de Vicente Ramón Roca, el ejecútese a este decreto se dicta el 20 de diciembre del mismo año.

## Características demográficas
Según datos dados por el INEC, de acuerdo al censo del 28 de noviembre de 2010, en el cantón habitan 42.851 personas, concentrándose en la zona urbana 7.758 habitantes.
De acuerdo con los datos presentados por el Instituto Ecuatoriano de Estadísticas y Censos (INEC), del último Censo de Población y Vivienda, realizado en el país (2001), el Cantón Guano presenta una base piramidal ancha, a expensas de la población escolar y adolescente, con un porcentaje algo menor de niños que se encuentran entre los 0 y 4 años, lo cual se explicaría por la migración existente desde este cantón a diversos lugares de la provincia y el país. La tasa de crecimiento anual de la población para el período 1990-2001, fue de 0,2%.
La población femenina alcanza el 52,6%, mientras que la masculina, el 47,4%. El analfabetismo en mujeres se presenta en 16,7%, mientras que en varones: 8,4%. La población económicamente activa alcanza el 59,38%.
Tienen acceso a la red de alcantarillado, el 23% de las viviendas. El 28.77% de los hogares cuentan con servicio higiénico exclusivo.
En el cantón los servicios básicos alcanzan la siguiente cobertura:
- Agua entubada por red pública dentro de la vivienda: 0,27%.
- Energía Eléctrica 56,75%.
- Servicio telefónico 13,93%. ´
- Servicio de recolección de basuras: 15,2% de las viviendas,

En general el déficit de servicios básicos es de 82,84%

## Atractivos turísticos
Guano es una ciudad artesanal, se encuentra ubicada en la Sierra Central, en el Altiplano andino al norte de la provincia. 
El nevado Chimborazo es uno de los principales atractivos turísticos del cantón, de la provincia y del país. Esta montaña está en el punto más alejado del centro de la tierra por encontrarse cerca de la línea ecuatorial; por su porte y formación presenta una belleza e imponencia sin par. Es considerado por los antiguos habitantes de la zona como un ente protector de los pueblos andinos del Ecuador. El sistema montañoso de este antiguo volcán y los páramos de la Reserva poseen una gran diversidad de atractivos naturales. Algunos de los lugares dignos de ser visitados son: el Templo Machay; el Árbol Solitario; el Camino de los Hieleros; el bosque de Polilepys, la Chorrera; y, las comunidades nativas.
El Museo de la ciudad se ubica a los pies de Llushi, junto a las ruinas arqueológicas de la Asunción. En el museo, entre las piezas arqueológicas se puede ver: Vasijas planas, trípodes, vasijas antropomórficas, y esféricas; Compoteras; Cántaros; Platos ceremoniales.
La colina de Lluishig, donde es posible la práctica de actividades de aventura como la Escalada en Roca en varias modalidades y niveles, Ciclismo, Cuerda Floja, Rapel, y Senderismo. Ofrece además un encanto único al estar en una ubicación favorable para apreciar los volcanes que nos rodean. La observación de aves y especies nativas es otro encanto de esta colina, aparte de la hermosa vegetación que le cubre. 
Como platos típicos se puede saborear la sabrosa fritada preparada en chicha de jora, el chorizo típico de Guano y la exquisita chicha huevona que es preparada con chicha, huevos batidos en una forma especial y otros ingredientes, a la vez en la panadería se encuentran las Cholas de Guano que son unos pequeños panes que tienen dulce negro en el centro y las empanadas también pequeñas con queso en el interior y que también son deliciosas.

## Parroquias
Guano se divide en una parroquia urbana y nueve rurales:

### Parroquia urbana
- Guano (cabecera cantonal)

### Parroquias rurales
- Guanando.
- Ilapo.
- La Providencia.
- San Andrés.
- San Gerardo.
- San Isidro de Patulú.
- San José del Chazo.
- Santa Fe de Galán
- Valparaíso

## Deportes

### Fútbol
River Plate de Riobamba
| Riobamba
| Chimborazo
- Alianza
- Deportivo Guano